# Usharia marginata
Usharia marginata är en insektsart som beskrevs av Zhang och Qin 2005. Usharia marginata ingår i släktet Usharia och familjen dvärgstritar. Inga underarter finns listade i Catalogue of Life.